# Influência indiana sobre a ciência islâmica
A influência indiana sobre a ciência islâmica ocorre durante a idade de ouro islâmica, na qual se evidenciou viu um florescimento da ciência islâmica, nomeadamente matemática e astronomia, especialmente durante os séculos IX e X. Enquanto a ciência islâmica se baseou principalmente em predecessores helênicos, também houve contribuição significativa da tradição erudita em sânscrito da Índia (Siddhānta), que tinha visto um período de desenvolvimento frutífero durante a era Gupta (séculos IV a VI).